# Jakub Sklenář
Jakub Sklenář (* 20. března 1988) je český hokejista, který hraje na pozici útočníka. Na dresu má číslo 88.
Svou hokejovou kariéru začal v mužstvu HC Znojemští Orli, kde nastupoval v mládežnických výběrech. V sezóně 2003/2004, kdy hrál v dorostu, přestoupil do pražské Slavie a v ní se propracoval až do prvního týmu, s nímž v sezóně 2008/2009 získal stříbrné medaile.
Na galavečeru extraligy po sezóně 2008/2009 byl vyhlášen nejslušnějším hráčem.

## Hráčská kariéra
- 2003-04 HC Slavia Praha - dor. (E), HC Znojmo - dor. (1. liga)
- 2004-05 HC Slavia Praha - dor. (E)
- 2005-06 HC Slavia Praha - jun. (E)
- 2006/2007 HC Slavia Praha (E), HC Slavia Praha - jun. (E)
- 2007/2008 HC Slavia Praha (E), HC Rebel Havlíčkův Brod (1. liga)
- 2008/2009 HC Slavia Praha (E), HC Rebel Havlíčkův Brod (1. liga)
- 2009/2010 HC Slavia Praha (E), HC Rebel Havlíčkův Brod (1. liga)
- 2010/2011 HC Slavia Praha (E)
- 2011/2012 HC Slavia Praha (E)
- 2012/2013 HC Slavia Praha (E)
- 2013/2014 HC Slavia Praha (E)
- 2014/2015 HC Slavia Praha (E)
- 2015/2016 Piráti Chomutov (E)
- 2016/2017 Piráti Chomutov (E)
- 2017/2018 Piráti Chomutov (E)
- 2018/2019 Piráti Chomutov (E)
- 2019/2020 Piráti Chomutov (E)
- 2020/2021 Mountfield HK (E)